# DisneyMania 7
DisneyMania 7 è il settimo ed ultimo album della serie DisneyMania, pubblicato il 9 marzo 2010.
Comprende una serie di remix di canzoni di film storici della Disney cantate da giovani talenti dell'epoca in cui uscì l'album.

## Tracce
1. Allstar Weekend - I Just Can't Wait to Be King (Il re leone) - 3:33
2. Selena Gomez - Trust in Me (Il libro della giungla) - 3:25
3. Honor Society - Real Gone (Cars - Motori ruggenti) - 3:26
4. Tiffany Thornton - If I Never Knew You (Pocahontas) - 3:00
5. Mitchel Musso - Stand Out (In viaggio con Pippo) - 2:57
6. KSM - Good Enough (Uno zoo in fuga) - 3:53
7. Savannah Outen - Little Wonders (I Robinson - Una famiglia spaziale) - 3:32
8. Boo Boo Stewart - Under the Sea (La sirenetta) - 3:09
9. Bridgit Mendler - When She Loved Me (Toy Story 2) - 3:15
10. Drew Seeley - Her Voice (La sirenetta) - 3:02
11. Ruby Summer - Bella Notte (Lilli e il vagabondo) - 3:30
12. Anna Maria Perez de Tagle - Part of Your World (La sirenetta) - 3:41
13. Alyson Stoner - What I've Been Looking For (High School Musical) - 2:37
14. Demi Lovato - Gift of a Friend (Trilli e il tesoro perduto) - 3:26
15. Debby Ryan - Hakuna Matata (Il re leone) - 3:20